# 发光二极管显示器

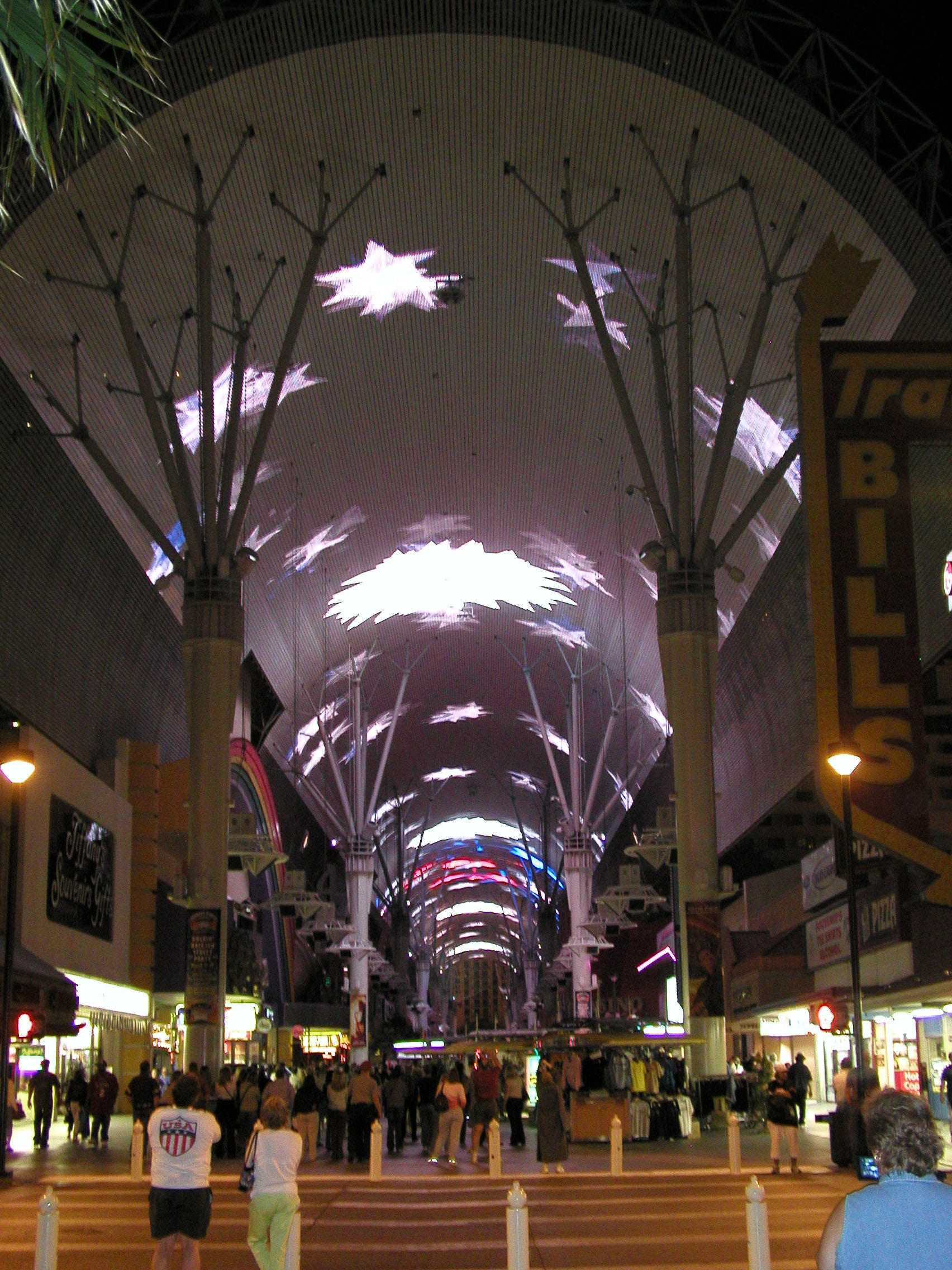
460公尺長的發光二極管顯示器，在美國內華達州拉斯維加斯的費利蒙街燈光秀

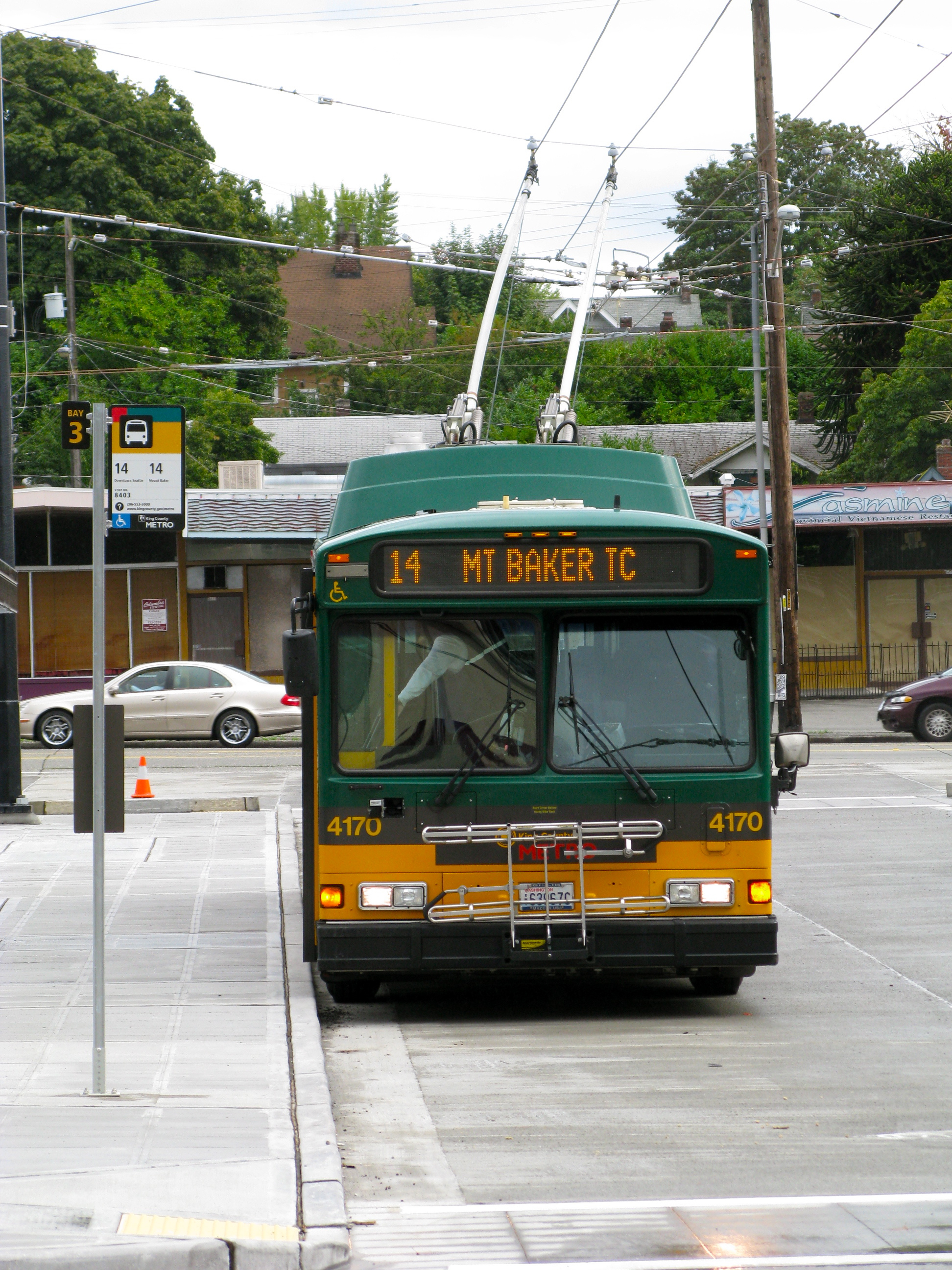
美國華盛頓州無軌電車LED目的地抬頭顯示幕

发光二极管显示器（英語：LED display）是一種使用發光二極管的显示器，又称“发光二极管显示板”（LED panel），HSCODE：85312000，广泛应用于資訊发布、户外媒体、体育场馆、室内大型显示解决方案。此外，在戶外的交通指示或公共交通的顯示牌中也很常見。

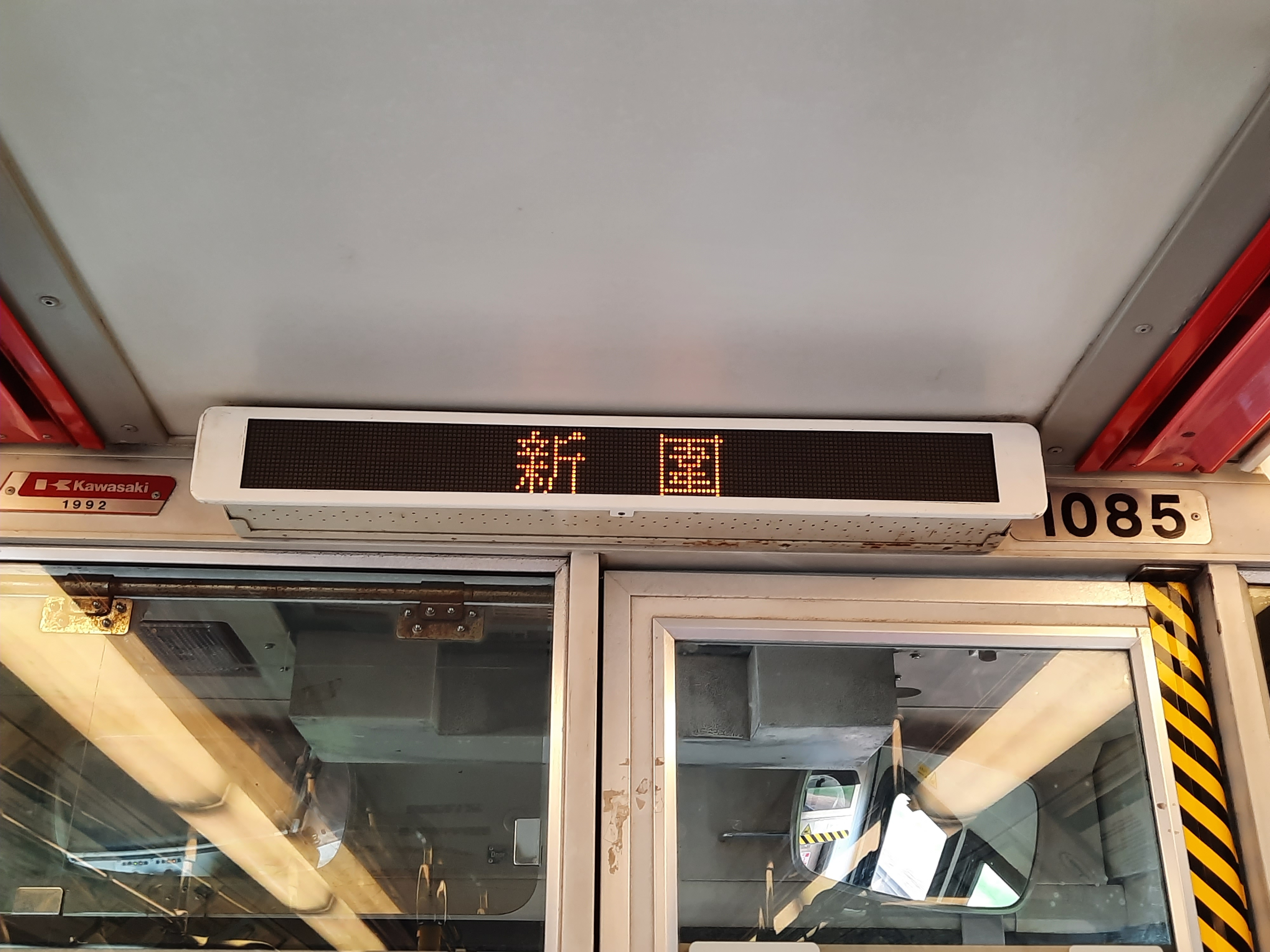
LED點陣式顯示器，攝於港鐵輕鐵第二期列車車廂內

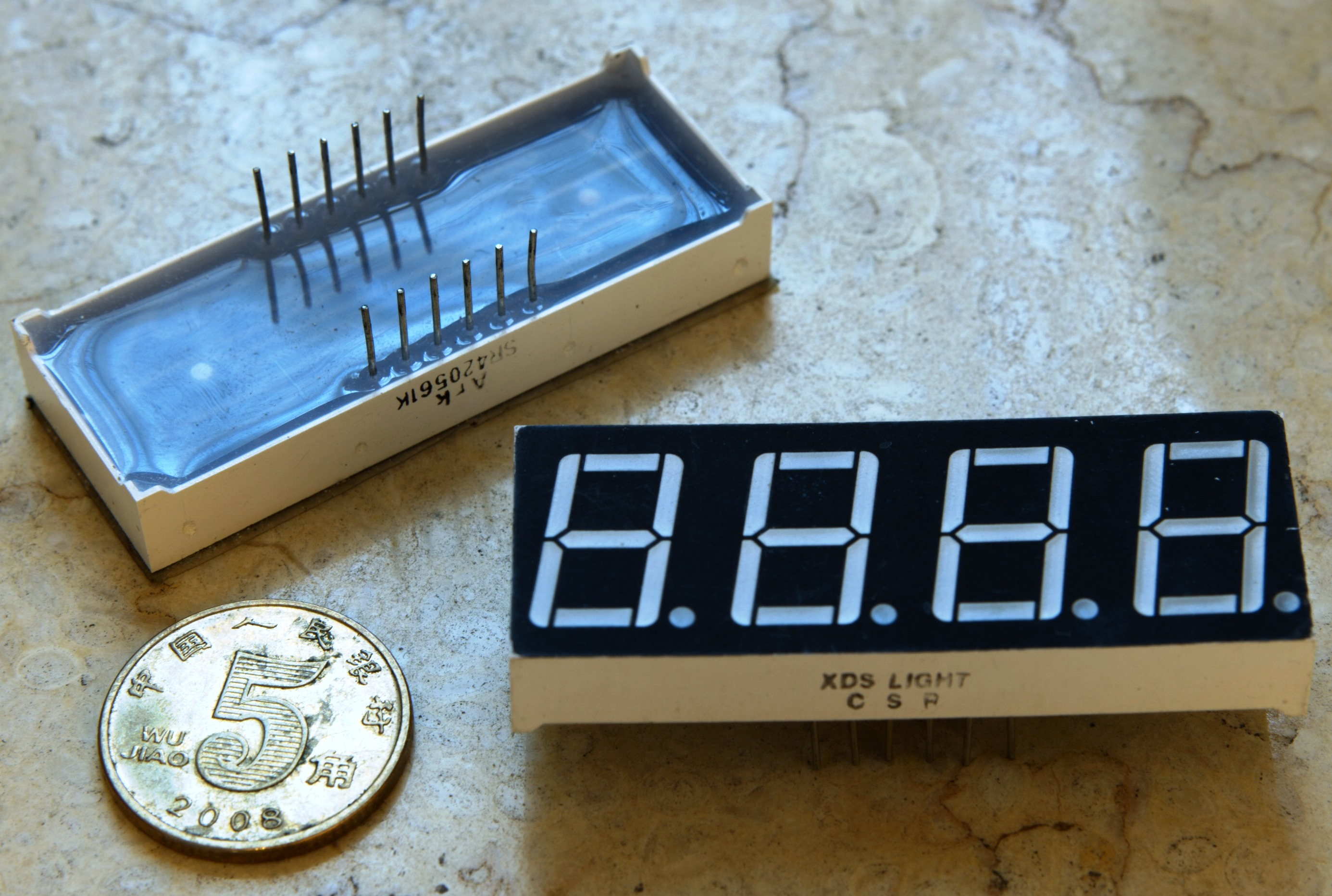
4位元多路复用，七段数码管帶12針腳

大部分戶外及一部份室內显示屏由多顆分立封裝的發光二極管所構成，紅、綠、藍三種顏色的發光二極管形成一組方形的模組，在協調驅動下形成全彩畫素，解析度由畫素間中心點距離決定。世界最大的發光二極管显示屏長度超過1,500英尺，位於美國內華達州拉斯維加斯的費利蒙街燈光秀。多數室內显示屏都用表贴SMTLED元件（但有延伸到室外市場的趨勢）。每一個SMD像素模組包含多枚紅、綠、藍三色二極體在一封裝內，然後焊接在PCB板上。比針頭小的二極體非常接近地排在一起。这种显示屏比分立封裝的发光二极管做的显示屏有更好的颜色一致性並减少約25%的最小像素距離。
室內使用的LED显示屏一般有至少600 cd/{\displaystyle m^{2}}(燭光/平方米, nits）亮度，這足夠用在公司和零售店使用，但在環境較光的地方，可能需有較高的屏幕亮度，例如時裝和汽車展覽，舞台燈光则可能需要進一步提高。相對而言。視訊影像需要較低亮度及色溫，但一般LED顯示器色温为6500-9000K，这比視訊影像需要的高出很多。室外使用─般需要5000 nits，但在有陽光直接照射到的地方則可能需要到8000 nits的光度强。
与普通常见的消费，商业级显示设备（LCD、PDP、DLP等）不同，“发光二极管显示器”属于工业级设备，绝大多数“发光二极管显示器”已工程项目为单位完成。普通常见的显示设备多用于户内环境，亮度较低、耐候性较差、寿命较短。而“发光二极管显示器”亮度甚至能达到10,000 nits以上，可以做到完全防水、防烟雾、防尘，适合户外环境使用。同时，由于发光二极管的寿命可达100,000小时，寿命远高于普通常见的显示设备。这也是“发光二极管显示器”在交通指示和公共交通的显示牌领域广泛使用的原因。
从发光原理角度，“发光二极管显示器”的每个像素均为一个独立的LED器件，这些器件以特定的方式排布并焊接在产品的正面PCB板上，通过一系列集成电路和控制系统控制每一个LED的亮度、行程图形、信号或图像。所有像素均为主动发光的LED器件。而普通显示设备通常由背光源投射至某种类型的面板，由面板的特殊结构实现不同程度和方式的漏光而显示图像。PDP虽为主动发光，是以小面积面板为单位作为标准产品进行生产和销售。